# Igreja de Santa Maria de Jazente
A Igreja de Santa Maria de Jazente é uma igreja românica situada em Jazente, no município de Amarante, em Portugal.
Em 1977 foi classificada como imóvel de interesse público e está integrada na Rota do Românico.